# Premier Artiste
Le Premier Artiste est une statue en ronde-bosse de Paul Richer présentée au salon des artistes français de 1890.

## Description
La statue représente le premier artiste, un homme de l'âge de la pierre taillée, en train de sculpter un mammouth avec un silex taillé.
Sur le socle se trouve le titre : « premier artiste, âge de la pierre taillée », ainsi que la signature : « Paul Richer, mars 1890 ».

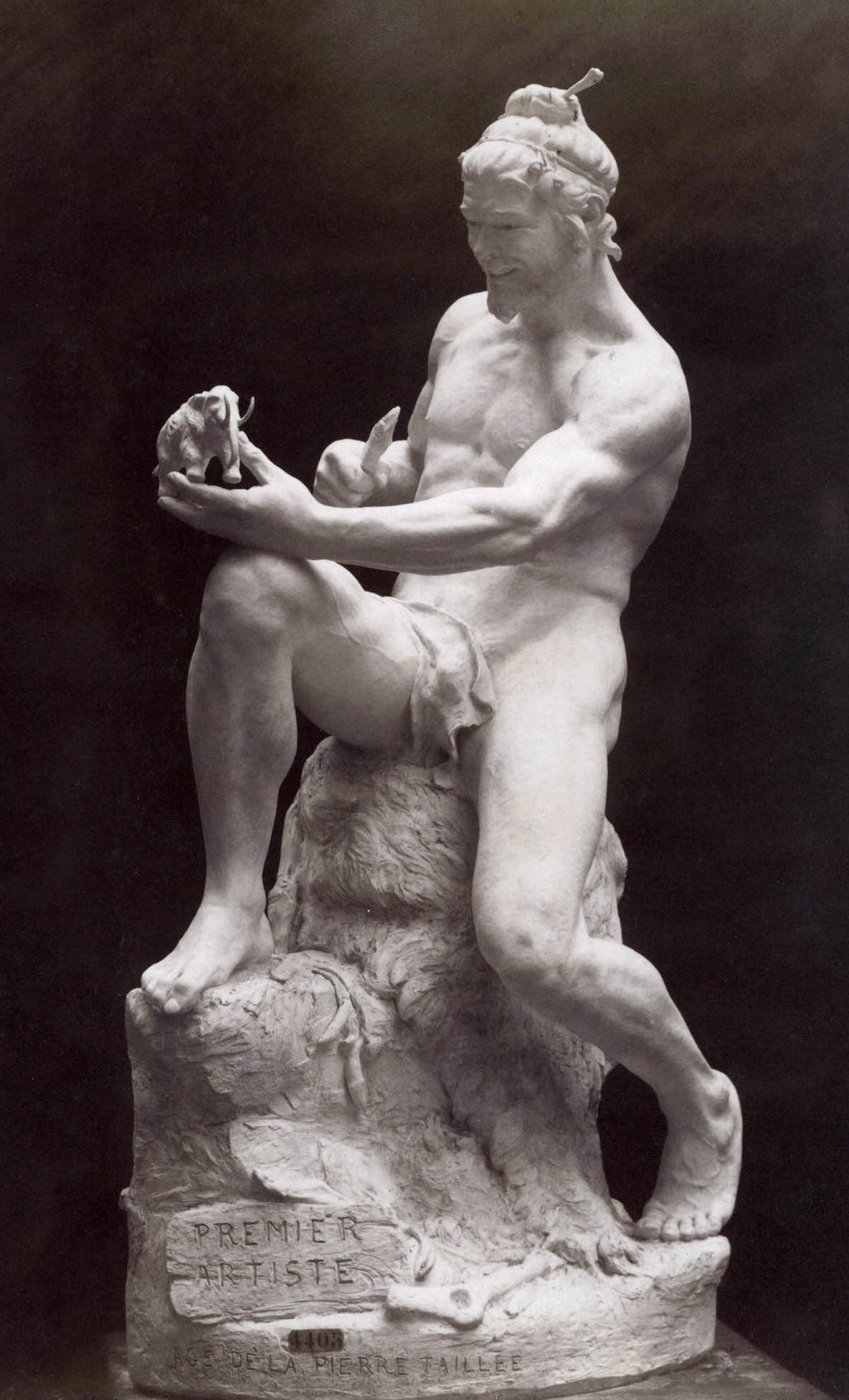
Plâtre présenté au salon de 1890.

## Histoire
La représentation d'un homme préhistorique est une extension du genre historique en vogue au Salon amenée par les travaux de vulgarisation de Louis Figuier, en particulier L'Homme primitif, suivi entre autres par Emmanuel Frémiet avec son Homme de l'âge de  pierre de 1871-72. Richer, auteur d'un traité d'anatomie, a scientifiquement composé son sujet à partir d'un crâne d'homme de Cro-Magnon,.
Le plâtre (Le Puy-en-Velay, musée Crozatier) fut présenté au salon des artistes français de 1890, et le bronze acheté par l'État.
Un dessin de Paul Richer à la plume et à l'encre de Chine est conservé au département des arts graphiques du musée du Louvre sous le titre Statue représentant un homme primitif taillant une statuette d'éléphant.